# 孙岩
孙岩（1986年2月22日—），河北省石家庄市人，中国大陆影视演员，毕业于中央戏剧学院，代表作包括《少年神探狄仁杰》、《新三国演义》、《狂飙》、《八零九零》等。其在出演的《狂飙》这一电视剧中为人熟知。

## 影视作品

### 电视剧
- 2010年：《新三国演义》
- 2012年：《皇粮胡同十九号》
- 2014年：《少年神探狄仁杰》
- 2015年：《婚姻时差》
- 2018年：《我的青春遇见你》
- 2018年：《悍城》饰演 于永义
- 2019年：《我在未来等你》饰演 成年陈小武
- 2020年：《民国奇探》饰演 王天成
- 2020年：《焕脸》饰演 阿虎
- 2021年：《民警老林的幸福生活》饰演 牛富贵
- 2021年：《八零九零》
- 2022年：《淘金》
- 2022年：《民国大侦探》饰演 马世英
- 2022年：《特战荣耀》饰演 刑天
- 2023年：《消失的十一层》
- 2023年：《狂飙》饰演 唐小虎
- 2024年：《暗夜与黎明》饰演 徐巍

### 电影
- 2016年：《凄灵室》